# ويلبر كينغزبيري ميلر
ويلبر كينغزبيري ميلر (بالإنجليزية: Wilbur Kingsbury Miller)‏ هو قاضي ومحامي أمريكي، ولد في 9 أكتوبر 1892 في أوينسبورو في الولايات المتحدة، وتوفي في 24 يناير 1976 في واشنطن العاصمة في الولايات المتحدة.